# Motor Lublin (piłka nożna) w sezonie 1995/1996
Sezon 1995/1996 był dla Motoru Lublin 19. sezonem na drugim szczeblu ligowym. W trzydziestu czterech rozegranych spotkaniach, Motor zdobył 14 punktów i zajął ostatnie 18. miejsce w tabeli. 

## Przebieg sezonu
W przerwie letniej piłkarze Motoru rozegrali mecze sparingowe między innymi z Lublinianką (1:3) i Wołyniem Łuck. 30 lipca 1995 na stadionie szwajcarskiego zespołu FC Vevey Sports 05, Motor zagrał mecz z Realem Madryt, który przegrał 0:7. Motor wystąpił w składzie: Dariusz Opolski – Grzegorz Komor, Dominik Malesa (Robert Brzozowski), Rafał Szwed, Michał Wieleba (Jastoński), Tomasz Jasina, Mariusz Romańczuk, Janusz Zych (Rafał Dębiński), Robert Kasperek, Krzysztof Klempka, Piotr Adamczyk, Real Madryt: Santiago Canizares (Francisco Buyo) – Chendo (Miquel Soler), Mikel Lasa (Quito Flores), Fernando Hierro (Rafael Alkorta), Luis Milla (Manuel Sanchís), Nando (Fernando Redondo), Victor (Raul), Míchel (Luis Enrique), Juan Esnáider (Iván Zamorano), Michael Laudrup (Alfonso), José Emilio Amavisca (Álvaro Benito). Trenerem Realu był wówczas Jorge Valdano.
| Data            | Przeciwnik  | D/W | Miejsce | Wynik M/P | Strzelcy                                                                             | Źródło |  |
| --------------- | ----------- | --- | ------- | --------- | ------------------------------------------------------------------------------------ | ------ |  |
|                 |             |     |         |           |                                                                                      |        |  |
| MECZ SPARINGOWY |             |     |         |           |                                                                                      |        |  |
|                 |             |     |         |           |                                                                                      |        |  |
| 30 lipca 1995   | Real Madryt | N   | Vevey   | 0:7       | Amavisca 18', Laudrup 24', Michel 31', Nando 37', Zamorano 54', 58' (k), Alfonso 66' | [ 2 ]  |  |

W okresie przygotowawczym do nowego sezonu z klubu odeszli między innymi Jacek Jedliński i Wołodymyr Mozoluk, dołączyli zaś Maciej Szeląg, Piotr Kocyk i Rafał Dębiński. Po półrocznej przerwie do drużyny powrócił Siergiej Michajłow. Po rozegraniu czterech meczów, do Polonii Warszawa odszedł Mariusz Prokop. Po meczu 12. kolejki z Polonią w Warszawie, ze stanowiska trenera Motoru zwolniony został Roman Dębiński. Zastąpił go Paweł Michalec. Rundę jesienną Motor zakończył na ostatnim, 18. miejscu w tabeli, ze stratą siedmiu punktów do bezpiecznej strefy.
W przerwie zimowej odeszli Grzegorz Komor (do Górnika Łęczna), Rafał Szwed (do Sokoła Tychy) i Janusz Zych, przybył Arkadiusz Myszkowski (poprz. Gwardii Warszawa). Motor rozegrał mecze sparingowe na stadionie przy Kresowej między innymi z Lublinianką (1:1), Granatem Skarżysko-Kamienna (2:0) i MZKS Kozienice (1:1). Na początku kwietnia nowym trenerem Motoru został Waldemar Fiuta.

## Mecze ligowe w sezonie 1995/1996
| Data                 | Przeciwnik                   | D/W | Miejsce                         | Wynik M/P | Strzelcy                       | Widzów   | Źródło |
| -------------------- | ---------------------------- | --- | ------------------------------- | --------- | ------------------------------ | -------- | ------ |
|                      |                              |     |                                 |           |                                |          |        |
| RUNDA JESIENNA       |                              |     |                                 |           |                                |          |        |
|                      |                              |     |                                 |           |                                |          |        |
| 6 sierpnia 1995      | Hetman Zamość                | W   | Stadion Hetmana                 | 0:3       |                                | 3,5 tys. | [ 13 ] |
| 9 sierpnia 1995      | Avia Świdnik                 | D   | Stadion przy al. Zygmuntowskich | 2:0       | Adamczyk 15', Zych 76'         | 1 tys.   | [ 14 ] |
| 12 sierpnia 1995     | Stal Stalowa Wola            | D   | Stadion przy al. Zygmuntowskich | 2:2       | Adamczyk 54', Kocyk 61'        | 1 tys.   | [ 15 ] |
| 19 sierpnia 1995     | Hutnik Warszawa              | W   | Warszawa                        | 0:0       |                                | 500      | [ 16 ] |
| 27 sierpnia 1995     | Lublinianka                  | D   | Stadion przy al. Zygmuntowskich | 1:1       | Zych ?'                        |          |        |
| 2 września 1995      | Jeziorak Iława               | W   | Stadion Jezioraka               | 0:3       |                                |          |        |
| 9 września 1995      | Wisła Kraków                 | D   | Stadion przy al. Zygmuntowskich | 1:4       | Jasina 82'                     | 1 tys.   | [ 17 ] |
| 16 września 1995     | Petrochemia Płock            | W   | Stadion Petrochemii             | 0:3       |                                | 4 tys.   | [ 18 ] |
| 20 września 1995     | RKS Radomsko                 | D   | Stadion przy al. Zygmuntowskich | 0:3       |                                |          | [ 19 ] |
| 24 września 1995     | Pomezania Malbork            | W   | Malbork                         | 1:1       | Szwed 48' (k)                  | 1,5 tys. | [ 20 ] |
| 30 września 1995     | KSZO Ostrowiec Świętokrzyski | D   | Stadion przy al. Zygmuntowskich | 0:1       |                                |          | [ 21 ] |
| 8 października 1995  | Polonia Warszawa             | W   | Stadion Polonii                 | 2:3       | Szokaluk 1', Michajłow 32'     |          | [ 22 ] |
| 15 października 1995 | Unia Tarnów                  | D   | Stadion przy al. Zygmuntowskich | 2:2       | Zych 56', Szokaluk 58'         | 500      | [ 23 ] |
| 22 października 1995 | Okocimski Brzesko            | D   | Stadion przy al. Zygmuntowskich | 0:2       |                                | 700      | [ 24 ] |
| 28 października 1995 | Jagiellonia Białystok        | W   | Stadion Jagiellonii             | 3:2       | T. Brzozowski ?', Kocyk ?', ?' |          |        |
| 5 listopada 1995     | Cracovia                     | D   | Stadion przy al. Zygmuntowskich | 1:3       | Szwed 50' (k)                  | 1 tys.   | [ 25 ] |
| 11 listopada 1995    | Świt Nowy Dwór Mazowiecki    | W   | Stadion Świtu                   | 1:2       | Komor 54'                      | 800      | [ 7 ]  |
|                      |                              |     |                                 |           |                                |          |        |
| RUNDA WIOSENNA       |                              |     |                                 |           |                                |          |        |
|                      |                              |     |                                 |           |                                |          |        |
| 24 marca 1996        | Avia Świdnik                 | W   | Świdnik                         | 0:3       |                                | 2 tys.   | [ 26 ] |
| 30 marca 1996        | Hetman Zamość                | D   | Stadion przy al. Zygmuntowskich | 1:5       | Adamczyk 29'                   | 500      | [ 27 ] |
| 6 kwietnia 1996      | Stal Stalowa Wola            | W   | Stadion Stali                   | 2:4       | Michajłow 30', Kocyk 73'       | 2 tys.   | [ 12 ] |
| 13 kwietnia 1996     | Hutnik Warszawa              | D   | Stadion przy al. Zygmuntowskich | 0:2       |                                | 300      | [ 28 ] |
| 21 kwietnia 1996     | Lublinianka                  | W   | Stadion Lublinianki             | 0:0       |                                | 2 tys.   | [ 29 ] |
| 24 kwietnia 1996     | Jeziorak Iława               | D   | Stadion przy al. Zygmuntowskich | 1:2       | Kufrejski 75'                  | 100      | [ 30 ] |
| 27 kwietnia 1996     | Wisła Kraków                 | W   | Stadion Wisły                   | 0:1       |                                | 5 tys.   | [ 31 ] |
| 4 maja 1996          | Petrochemia Płock            | D   | Stadion przy al. Zygmuntowskich | 0:2       |                                | 150      | [ 32 ] |
| 11 maja 1996         | RKS Radomsko                 | W   | Radomsko                        | 0:4       |                                |          |        |
| 15 maja 1996         | Pomezania Malbork            | D   | Stadion przy al. Zygmuntowskich | 1:2       | Kocyk ?'                       |          |        |
| 19 maja 1996         | KSZO Ostrowiec Świętokrzyski | W   | Stadion KSZO                    | 1:2       | Malesa 64'                     | 2,5 tys. | [ 33 ] |
| 21 maja 1996         | Polonia Warszawa             | D   | Stadion przy al. Zygmuntowskich | 1:3       | Luty 81'                       | 150      | [ 34 ] |
| 25 maja 1996         | Unia Tarnów                  | W   | Stadion Unii                    | 1:1       | Ryczek 77'                     | 500      | [ 35 ] |
| 1 czerwca 1996       | Okocimski Brzesko            | W   | Brzesko                         | 0:3       |                                | 500      | [ 36 ] |
| 5 czerwca 1996       | Jagiellonia Białystok        | D   | Stadion przy al. Zygmuntowskich | 0:0       |                                |          |        |
| 8 czerwca 1996       | Cracovia                     | W   | Stadion Cracovii                | 1:4       | Kufrejski 57'                  | 500      | [ 37 ] |
| 12 czerwca 1996      | Świt Nowy Dwór Mazowiecki    | D   | Stadion przy al. Zygmuntowskich | 1:3       | Adamczyk 68'                   | 150      | [ 38 ] |

## Tabela II ligi grupy II
| Poz | Klub                         | M  | Pkt | Bz | Bs |
| --- | ---------------------------- | -- | --- | -- | -- |
| 1.  | Polonia Warszawa             | 34 | 72  | 77 | 37 |
| 2.  | Wisła Kraków                 | 34 | 72  | 69 | 29 |
| 3.  | Petrochemia Płock            | 34 | 67  | 56 | 24 |
| 4.  | Jeziorak Iława               | 34 | 60  | 50 | 32 |
| 5.  | Unia Tarnów                  | 34 | 50  | 49 | 37 |
| 6.  | Świt Nowy Dwór Mazowiecki    | 34 | 49  | 37 | 37 |
| 7.  | Cracovia                     | 34 | 49  | 43 | 36 |
| 8.  | Stal Stalowa Wola            | 34 | 47  | 58 | 37 |
| 9.  | RKS Radomsko                 | 34 | 46  | 49 | 51 |
| 10. | Okocimski Brzesko            | 34 | 46  | 33 | 36 |
| 11. | Avia Świdnik                 | 34 | 45  | 31 | 35 |
| 12. | Pomezania Malbork            | 34 | 43  | 38 | 53 |
| 13. | KSZO Ostrowiec Świętokrzyski | 34 | 43  | 37 | 52 |
| 14. | Hetman Zamość                | 34 | 41  | 35 | 45 |
| 15. | Jagiellonia Białystok        | 34 | 40  | 35 | 54 |
| 16. | Hutnik Warszawa              | 34 | 39  | 38 | 53 |
| 17. | Lublinianka                  | 34 | 20  | 20 | 57 |
| 18. | Motor Lublin                 | 34 | 14  | 26 | 76 |

## Kadra
| Zawodnik             | Data ur.   | Występy        | Bramki         |                |                | Występy        | Bramki         |                |                | Występy   | Bramki    | Poprzedni klub            |           |
| Zawodnik             | Data ur.   | RUNDA JESIENNA | RUNDA JESIENNA | RUNDA JESIENNA | RUNDA JESIENNA | RUNDA WIOSENNA | RUNDA WIOSENNA | RUNDA WIOSENNA | RUNDA WIOSENNA | SEZON     | SEZON     | Poprzedni klub            |           |
| Bramkarze            | Bramkarze  | Bramkarze      | Bramkarze      | Bramkarze      | Bramkarze      | Bramkarze      | Bramkarze      | Bramkarze      | Bramkarze      | Bramkarze | Bramkarze | Bramkarze                 | Bramkarze |
| -------------------- | ---------- | -------------- | -------------- | -------------- | -------------- | -------------- | -------------- | -------------- | -------------- | --------- | --------- | ------------------------- | --------- |
| Dariusz Opolski      | 23.09.1961 | 17             |                |                |                | 7              |                |                |                | 24        |           | Legia Warszawa            |           |
| Artur Graniczka      | 27.08.1968 |                |                |                |                | 4              |                |                |                | 4         |           | Tur Milejów               |           |
| Włodzimierz Mroczek  | 21.06.1975 | 0 (1)          |                |                |                | 6              |                |                |                | 6 (1)     |           | wychowanek                |           |
| Obrońcy              |            |                |                |                |                |                |                |                |                |           |           |                           |           |
| Robert Brzozowski    | ??.??.1975 | 2 (3)          |                | 1              |                | 3 (3)          |                | 1              |                | 5 (6)     |           | wychowanek                |           |
| Robert Kasperek      | ??.??.1973 | 12             |                | 2              |                | 17             |                | 2              |                | 29        |           | Granica Chełm             |           |
| Grzegorz Komor       | 20.02.1968 | 15             | 1              | 3              |                | —              | —              | —              | —              | 15        | 1         | wychowanek                |           |
| Dominik Malesa       | 22.06.1976 | 3 (3)          |                |                |                | 17             | 1              | 2              |                | 20 (3)    | 1         | wychowanek                |           |
| Siergiej Michajłow   | 13.07.1963 | 16             | 1              |                | 1              | 10             | 1              | 1              |                | 26        | 2         | Arsienał Tuła             |           |
| Arkadiusz Myszkowski | ??.??.1972 | —              | —              | —              | —              | 2              |                |                |                | 2         |           | Gwardia Warszawa          |           |
| Artur Ryczek         | 20.09.1975 | 10 (4)         |                |                |                | 14 (3)         | 1              | 2              |                | 24 (7)    | 1         | wychowanek                |           |
| Rafał Szwed          | 18.07.1973 | 10             | 2              | 4              |                | —              | —              | —              | —              | 10        | 2         | Podlasie Sokołów Podlaski |           |
| Michał Wieleba       | 6.03.1977  | 16             |                | 4              |                | 17             |                |                |                | 33        |           | wychowanek                |           |
| Pomocnicy            |            |                |                |                |                |                |                |                |                |           |           |                           |           |
| Tomasz Brzozowski    | 24.01.1975 | 0 (1)          | 1              |                |                | 5 (6)          |                |                |                | 5 (7)     | 1         | wychowanek                |           |
| Rafał Dębiński       | 2.06.1978  | 1 (1)          |                |                |                | —              | —              | —              | —              | 1 (1)     |           | Lublinianka               |           |
| Andrzej Gutek        | 24.05.1976 | —              | —              | —              | —              | 0 (2)          |                |                |                | 0 (2)     |           | Garbarnia Kurów           |           |
| Tomasz Jasina        | 19.05.1965 | 17             | 1              | 2              |                | 15             |                | 1              |                | 32        | 1         | wychowanek                |           |
| Piotr Kocyk          | ??.??.1971 | 5 (9)          | 3              | 1              |                | 13 (3)         | 2              | 1              |                | 22 (12)   | 5         | Garbarnia Kurów           |           |
| Marcin Luty          | 30.12.1976 | 0 (2)          |                |                |                | 5 (2)          | 1              |                |                | 5 (4)     | 1         | wychowanek                |           |
| Sławomir Łucka       | ??.??.1972 | —              | —              | —              | —              | 12 (3)         |                | 1              |                | 12 (3)    |           | Czarni Dęblin             |           |
| Mariusz Prokop       | 6.06.1968  | 4              |                |                |                | —              | —              | —              | —              | 4         |           | Avia Świdnik              |           |
| Mariusz Romańczuk    | 21.02.1974 | 13             |                | 2              | 1              | 6 (3)          |                | 2              |                | 19 (3)    |           | Hetman Zamość             |           |
| Marcin Syroka        | 26.10.1978 | —              | —              | —              | —              | 3 (3)          |                |                |                | 3 (3)     |           | BKS Lublin                |           |
| Maciej Szęląg        | 29.01.1963 | 0 (3)          |                |                |                | —              | —              | —              | —              | 0 (3)     |           |                           |           |
| Mariusz Szokaluk     | ??.??.???? | 3 (1)          | 2              |                |                | —              | —              | —              | —              | 3 (1)     | 2         |                           |           |
| Janusz Zych          | 20.02.1968 | 15 (1)         | 3              | 1              |                | —              | —              | —              | —              | 15 (1)    | 3         | Hutnik Warszawa           |           |
| Napastnicy           |            |                |                |                |                |                |                |                |                |           |           |                           |           |
| Piotr Adamczyk       | 1.01.1973  | 14 (1)         | 2              |                |                | 14 (1)         | 2              |                |                | 28 (2)    | 4         | Avia Świdnik              |           |
| Paweł Jakubczak      | 10.07.1979 | —              | —              | —              | —              | 2 (1)          |                |                |                | 2 (1)     |           | wychowanek                |           |
| Krzysztof Kufrejski  | 24.03.1973 | 2 (4)          |                | 1              |                | 6 (4)          | 2              | 3              |                | 8 (8)     | 2         | wychowanek                |           |
| Mariusz Sawa         | 7.09.1975  | 10             |                | 3              |                | 9              |                |                |                | 19        |           | Górnik Łęczna             |           |

## Puchar Polski na szczeblu centralnym
| Data                 | Runda | Przeciwnik      | D/W | Miejsce                         | Wynik M/P | Strzelcy               | Źródło |
| -------------------- | ----- | --------------- | --- | ------------------------------- | --------- | ---------------------- | ------ |
| 23 sierpnia 1995     | II    | Wisan Skopanie  | W   | Skopanie                        | 3:0       |                        |        |
| 13 września 1995     | III   | Błękitni Kielce | W   | Kielce                          | 3:0       | Sawa 2', 45', Zych 63' | [ 39 ] |
| 25 października 1995 | 1/16  | Górnik Zabrze   | W   | Stadion przy al. Zygmuntowskich | 1:3       | Sawa 24'               | [ 40 ] |